# Madeleine Carroll
Madeleine Carroll (26 de febrero de 1906 – 2 de octubre de 1987) fue una actriz británica, muy popular en las décadas de 1930 y 1940. 
Su nombre completo era Edith Madeleine Carroll, y nació en West Bromwich, Inglaterra. Cursó estudios y se graduó en la Universidad de Birmingham.

## Carrera
Fue reconocida como una de las más bellas actrices cinematográficas. Su debut en el cine británico llegó con el filme The Guns of Loos en 1928. Rápidamente ascendió al estrellato en Inglaterra trabajando en filmes populares en los primeros treinta tales como Young Woodley, Atlantic, The School for Scandal y I Was A Spy.
Su trabajo llamó la atención de Alfred Hitchcock, y en 1935 interpretó a una de las primeras mujeres prototipo del director, rubia e inteligente, en el filme The 39 steps, basado en la novela de espionaje de John Buchan. La película fue un gran éxito y, gracias a ella, Carroll pasó a ser una actriz muy solicitada. El director quería que al año siguiente Carroll volviera a trabajar con Robert Donat en el filme Secret Agent, un título de espías basado en una obra de William Somerset Maugham. Sin embargo, los problemas de salud de Donat le impidieron interpretar el papel, por lo cual Hitchcock emparejó a Carroll con John Gielgud.
Lista para el estrellato internacional, Carroll fue la primera estrella británica en recibir un contrato de importancia en Estados Unidos, aceptando un lucrativo acuerdo con Paramount Pictures. Trabajó junto a Gary Cooper en el filme de aventuras The General Died at Dawn, y con Ronald Colman en el éxito de taquilla de 1937 El Prisionero de Zenda. También rodó un gran musical, On the Avenue (1937), con Dick Powell, pero otros de sus filmes, entre ellos One Night in Lisbon (1941) y My Favorite Blonde (1942), con Bob Hope, fueron de menor prestigio. Su última película, bajo dirección de Otto Preminger, fue The Fan (1948), adaptación de la obra de Oscar Wilde El abanico de Lady Windermere.
Por su contribución a la industria cinematográfica, Madeleine Carroll tiene una estrella en el Paseo de la Fama de Hollywood, en el 6707 de Hollywood Boulevard. Como conmemoración al centenario de su nacimiento, se descubrió un monumento y una placa en su localidad natal, West Bromwich.

## Vida personal
Tras fallecer su única hermana, Marguerite, durante el Blitz, su prioridad pasó a ser el trabajo como enfermera de la Cruz Roja durante la Segunda Guerra Mundial. Sirvió en el 61 Hospital de Campaña en Bari, Italia, en 1944, centro en el que se trataba a muchos aviadores de bases cercanas a Foggia. Durante la Guerra cedió su Castillo en las afueras de París para acoger a más de 150 huérfanos. También dispuso que grupos de jóvenes en California tejiera ropa para ellos. En un boletín filmado por RKO-Pathe News, ella aparecía en el castillo con los niños y con el personal llevando las ropas, y agradeciendo la colaboración recibida. Por su valor durante la guerra, Carroll recibió la Legión de Honor francesa.
En 1943 fue naturalizada estadounidense.
Madeleine Carroll falleció el 2 de octubre de 1987 a causa de un cáncer de páncreas en Marbella, Andalucía España, a los 81 años de edad. Inicialmente fue enterrada en Fuengirola, Málaga (España), pero en 1998 sus restos se trasladaron al cementerio de Calonge, en Cataluña, en el noreste de España.

## Filmografía parcial
- Atlantic (1929)
- The World Moves On (Paz en la tierra) (1934)
- 39 escalones (1935)
- Secret Agent (El agente secreto) (1936)
- The General Died at Dawn (El general murió al amanecer) (1936)
- Lloyd's of London (Lloyds de Londres (1936)
- On the Avenue (1937)
- The Prisoner of Zenda (El prisionero de Zenda) (1937)
- Bloqueo (Blockade) (1938)
- My Son, My Son (¡Hijo mío!) (1940)
- Policía montada del Canadá (1940)
- My Favorite Blonde (Mi rubia favorita) (1942)
- The Fan (1949)